# Harro Seyfarth
Harro Seyfarth (* 6. Februar 1921 in Chemnitz; † 13. August 2011) war ein deutscher Chirurg und Orthopäde. Als Hochschullehrer wirkte er in Jena, Rostock und Leipzig.

## Leben
Nach dem Abitur in Chemnitz diente Seyfarth von 1938 bis 1945 in der Wehrmacht, zuletzt als Feldunterarzt. Daneben studierte er von 1940 bis 1945 Medizin an der Universität Leipzig. 1945 war er Pflichtassistent in einem Reservelazarett und in Krankenhäusern von Chemnitz. 1945 wurde er in Leipzig zum Dr. med. promoviert. Ab 1945 war er Assistenzarzt, ab 1949 Oberarzt in Chemnitzer Krankenhäusern. Seit 1951 Facharzt für Chirurgie. ging er als Oberarzt an die Chirurgisch-Orthopädische Klinik der Friedrich-Schiller-Universität Jena. Dort wurde er 1953 auch Facharzt für Orthopädie. Für dieses Fach habilitierte er sich 1954 in Jena. Von 1955 bis 1959 war er Kreisorthopäde im Kreis Jena und im Kreis Rudolstadt. An der Universität Jena wurde er 1955 Dozent für Chirurgie. Von 1957 bis 1959 leitete er die orthopädische Abteilung der chirurgischen Klinik.
1959 wurde er zum Professor mit Lehrauftrag für Orthopädie ernannt. Im selben Jahr (1959) ging er als Professor für 16 Jahre an die Universität Rostock. Zugleich leitete er die Heilstätte für Knochentuberkulose in Graal-Müritz.
1975 wechselte er als o. Professor für Orthopädie an die Universität Leipzig. 1986 wurde er emeritiert.

## Ehrenämter
Seit 1963 Vorstandsmitglied, war er 1970–1973 und 1975–1981 Vorsitzender der Gesellschaft für Orthopädie der DDR. 1966/67 leitete er die Problemkommission Orthopädie beim Rat für Planung und Koordinierung der Medizinischen Wissenschaft. Von 1967 bis 1986 saß er auf dem Lehrstuhl für Orthopädie der Akademie für Ärztliche Fortbildung der DDR. Von 1984 bis 1987 war er Chefredakteur der Fachzeitschrift Beiträge für Orthopädie und Traumatologie.

## Ehrungen
- Medaille für ausgezeichnete Leistungen (1958)
- Ehrenzeichen des Handwerks in Gold und Silber (1964)
- Ehrenmeister des Orthopädie-Handwerks (1968)
- Purkinje-Medaille der Tschechischen Medizinischen Gesellschaft (1973)
- Mitglied der Deutschen Akademie der Naturforscher Leopoldina (1974)[6]
- Ehrenplakette der Gesellschaft für Klinische Medizin der DDR (1978)
- Theodor-Brugsch-Medaille (1981)
- Fritz-Gietzelt-Medaille (1981)
- Ehrenplakette der Polnischen Gesellschaft für Orthopädie (1982)
- Paul-Friedrich-Scheel-Medaille (1983)
- Obermedizinalrat (DDR) (1983)
- Hans-Gummel-Medaille (1985)